# Hannes Stefánsson
Hannes Hlífar Stefánsson (18 de julio de 1972) es un jugador de ajedrez islandés, que tiene el título de Gran Maestro desde 1993.
En la lista de Elo de la Federación Internacional de Ajedrez (FIDE) de septiembre de 2015, tenía un Elo de 2600 puntos, lo que le convertía en el jugador número 1 (en activo) de Islandia. Su máximo Elo fue de 2604 puntos, en la lista de enero de 2002 (posición 89 en el ranking mundial). Stefánsson ha ganado el Campeonato de Islandia cada año desde 1998, excepto en 2000 y 2009, años en los que no participó. Sus 11 títulos son un récord nacional absoluto. En 1987 se proclamó Campeón del mundo Sub-16 en Innsbruck. En torneos, ganó en 1993 en Atenas (Torneo Internacional Acrópolis) y empató para el 1.º-4.º puesto en el Abierto de Reikiavik de 2009 con Hedinn Steingrimsson, Yuri Krivorutchko y Mihail Marin.